# Tupinambis teguixin
Tupinambis teguixin là một loài thằn lằn trong họ Teiidae. Loài này được Linnaeus mô tả khoa học đầu tiên năm 1758.

## Hình ảnh

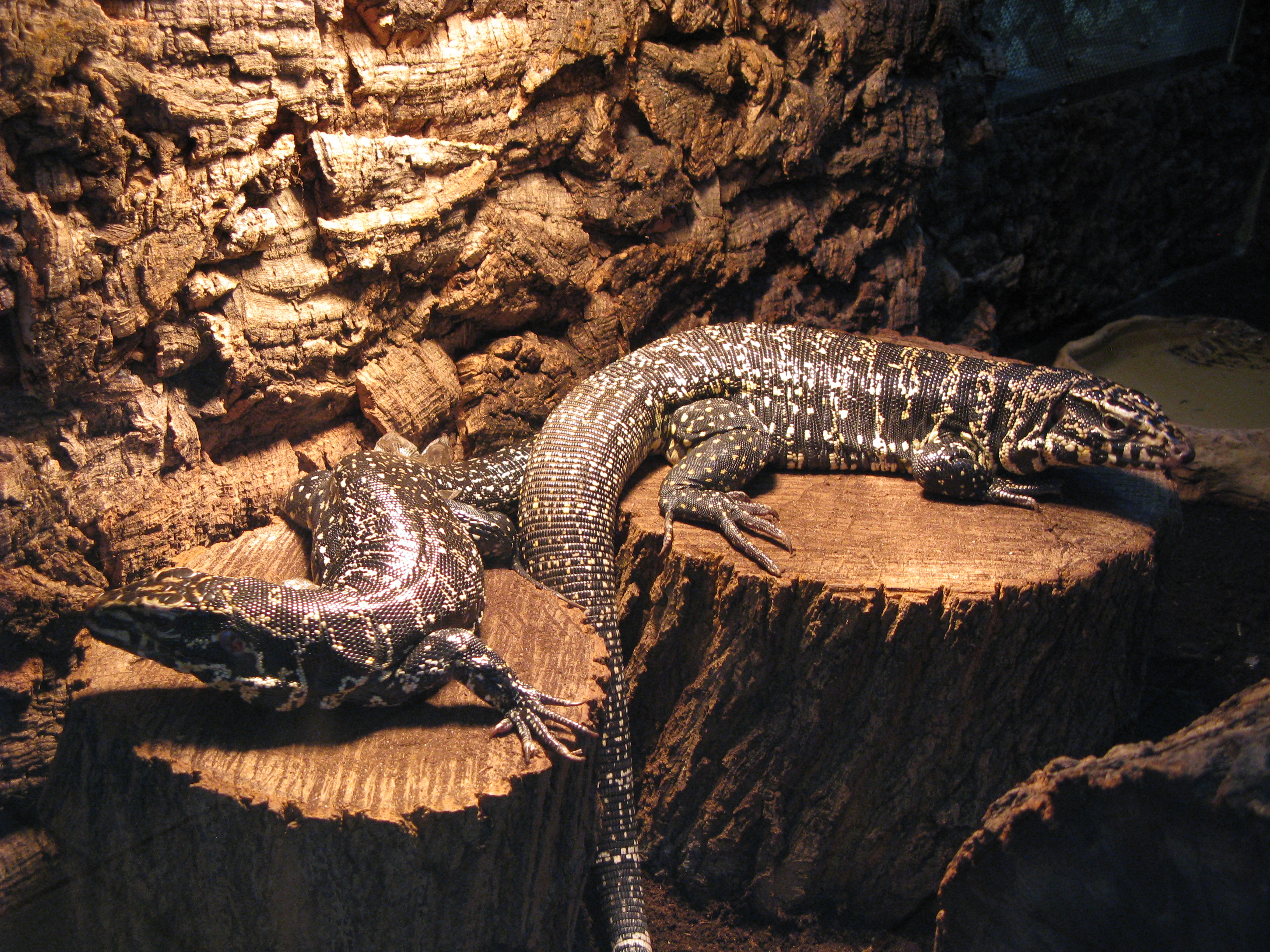
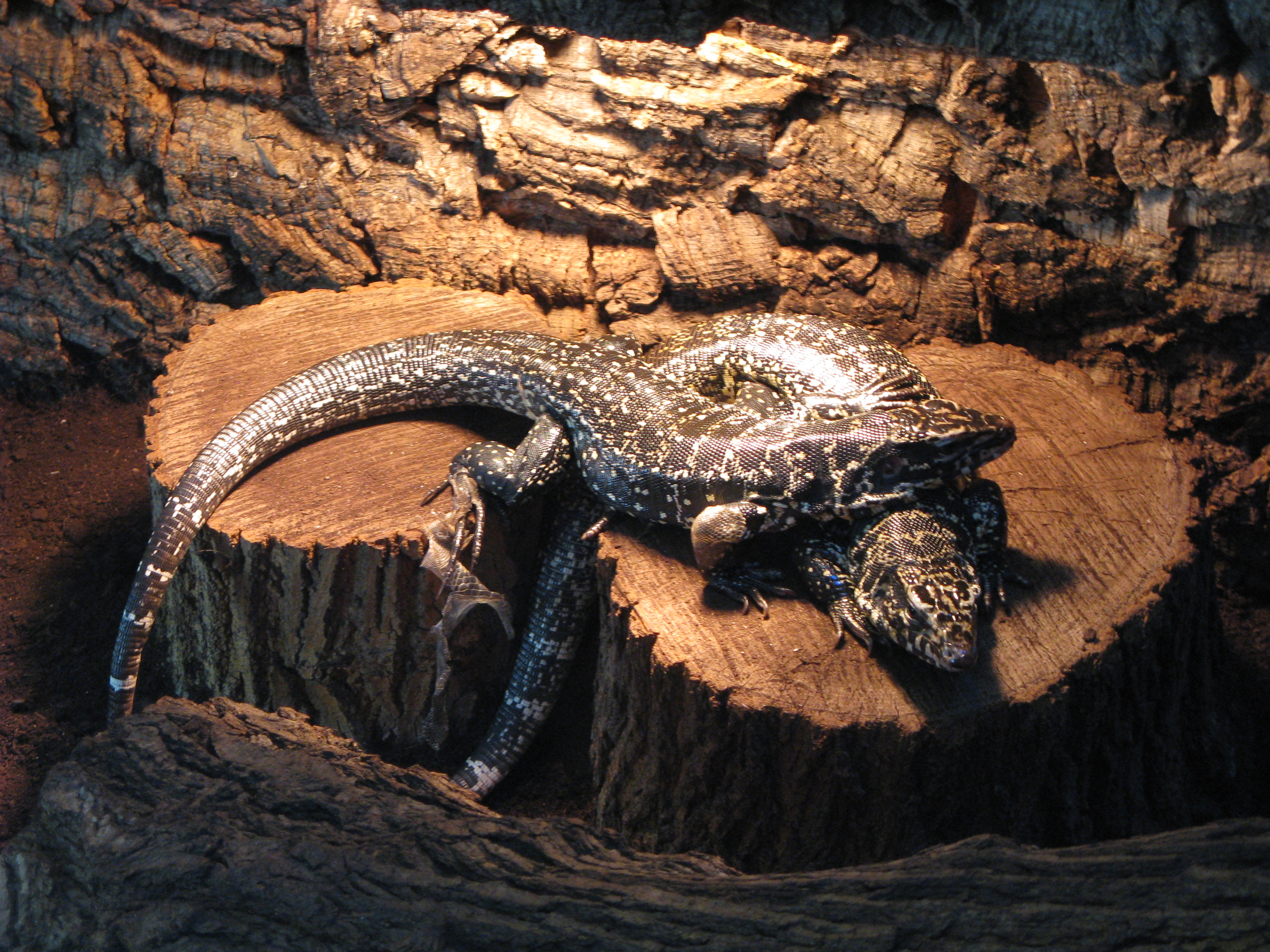
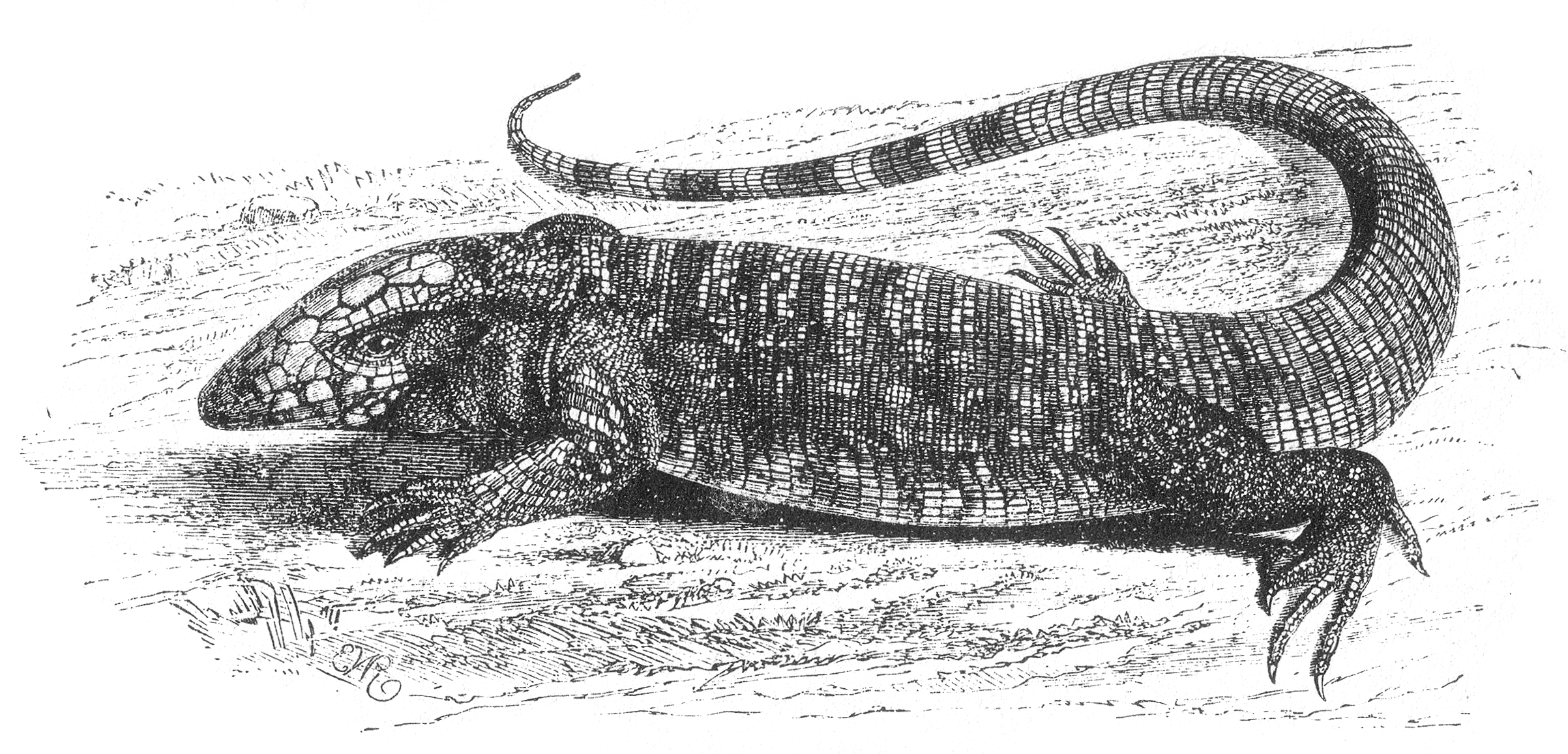
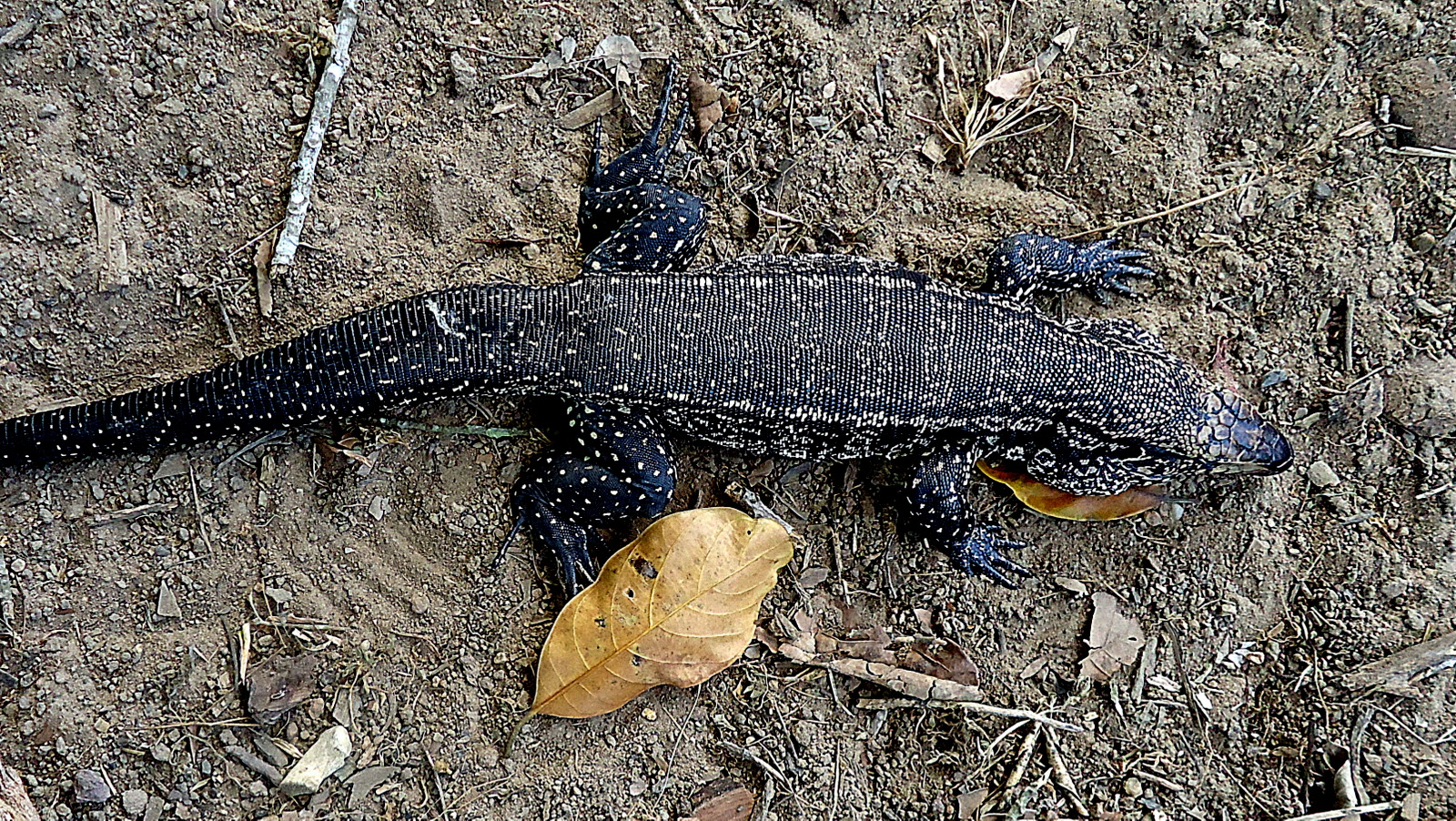